# Coracina javensis
Lagarteiro-javanês ou lagarteiro-de-java (Coracina javensis) é uma espécie de ave da família Campephagidae.
Pode ser encontrada nos seguintes países: Indonésia, Malásia e Tailândia.
Os seus habitats naturais são: florestas subtropicais ou tropicais húmidas de baixa altitude.